# 阿科馬約
阿科馬約（西班牙語：Acomayo），是秘魯的城鎮，位於該國南部庫斯科大區，是阿科馬約省的首府，海拔高度3,207米，2005年人口1,957，居民主要使用奇楚瓦語和西班牙語。

## 外部連結
- Satellite map at Maplandia （页面存档备份，存于）

13°55′00″S 71°40′52″W / 13.91667°S 71.68111°W